# Corrado Viciani
Corrado Viciani (Bengasi, 3 dicembre 1929 – Castiglion Fiorentino, 12 febbraio 2014) è stato un calciatore e allenatore di calcio italiano, di ruolo mediano.
Da giocatore, calcò i campi della Serie A con Genoa e Fiorentina, e vestì la maglia della nazionale olimpica. In seguito, come allenatore, si guadagnò i soprannomi di "Profeta" e "Maestro" per via del suo credo calcistico basato sul gioco corto, sistema tattico moderno e spettacolare che per primo contribuì a svecchiare il tradizionale gioco all'italiana.
Ha legato il proprio nome soprattutto alla Ternana, piazza dove da tecnico ottenne i risultati più rilevanti portandola per la prima volta in massima serie, e dov'è riconosciuto come una delle personalità più rappresentative della storia rossoverde; importanti anche i suoi trascorsi al Palermo, club che guidò alla sua prima finale di Coppa Italia.

## Biografia
Nato nella Libia italiana, dopo gli eventi della seconda guerra mondiale si trasferì con la famiglia a Castiglion Fiorentino, cittadina toscana da cui provenivano i genitori. Qui è morto all'età di ottantaquattro anni, dopo una lunga malattia.
Poche settimane dopo la sua morte, il 22 febbraio 2014 la giunta comunale della città di Terni gli ha intitolato la curva Est, cuore del tifo organizzato rossoverde, dello stadio Libero Liberati.
Negli anni 70 il figlio Enrico (1957) tentò la carriera di calciatore vestendo le maglie di Cavese (con il padre allenatore) e Lucchese, ritirandosi poi a soli 24 anni.

## Caratteristiche tecniche

### Allenatore
(Storico motto di Viciani rivolto ai suoi giocatori)

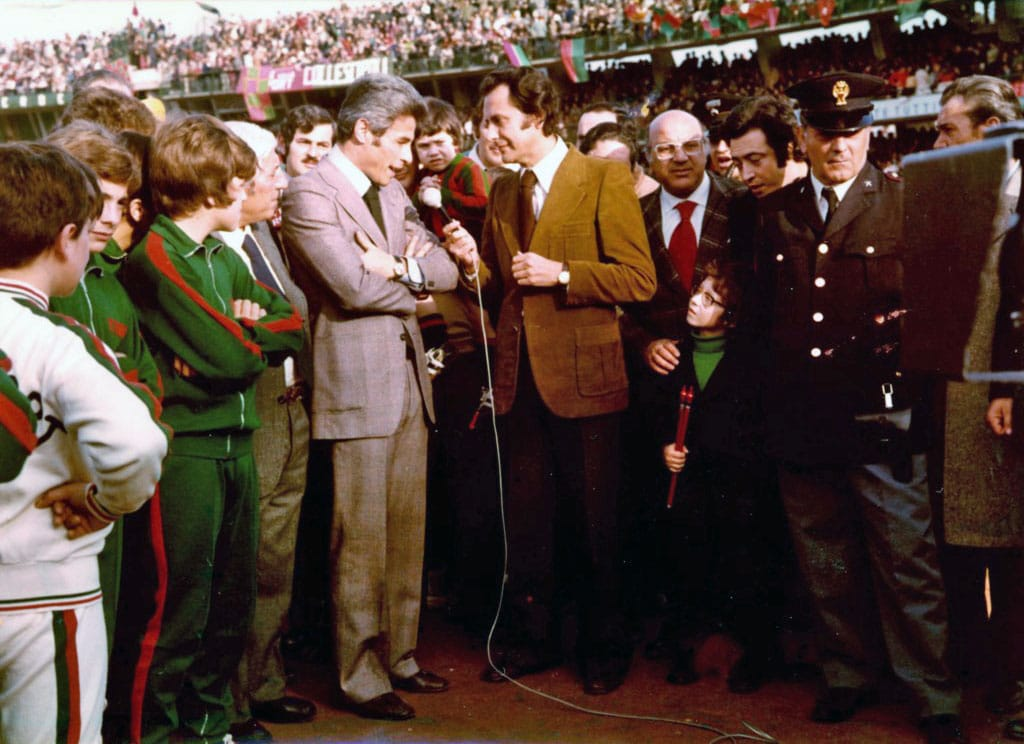
Viciani intervistato allo stadio Libero Liberati, tra i tifosi ternani, nel campionato 1972-1973.

Salì alla ribalta a cavallo degli anni 60 e 70 per l'adozione del cosiddetto gioco corto, «calcio brasiliano alla velocità degli inglesi», ovvero una particolare filosofia figlia del calcio totale olandese dell'epoca (e poi appellata, da parte della critica, come precursore del tiki-taka) – basata sul marcato possesso palla, sul pressing alto, su veloci sovrapposizioni e sul lungo fraseggio tra tutti i componenti della squadra –, che Viciani fu tra i primi a teorizzare e proporre nel panorama calcistico italiano (inversamente, ancora dominato da lanci lunghi, catenaccio e contropiede), facendo la fortuna di due "provinciali" come Ternana e Palermo.
L'allenatore fece di necessità virtù, adottando questa moderna tattica calcistica per via dello scarso tasso tecnico che riscontrava nei giocatori a sua disposizione; trovandosi spesso senza solisti capaci di fare la differenza, Viciani disponeva in campo le sue squadre in maniera molto compatta, istruendole con l'applicazione di movimenti rapidi e d'insieme – mai fine a se stessi – tra gli undici in campo, il tutto per sopperire al divario tecnico che sulla carta le separava da avversari più quotati.

## Carriera

### Giocatore

#### Club
Crebbe calcisticamente nelle file della Castiglionese, per poi essere prelevato nel 1948 dalla Fiorentina. A Firenze rimase per cinque stagioni senza tuttavia riuscire a conquistare un posto da titolare, mettendo assieme 31 presenze complessive in campionato e 1 sola rete, siglata l'8 febbraio 1953, che valse il successo sul campo del Novara. Nell'estate dello stesso anno passò quindi al Como, in Serie B. Rimase coi lariani per tre stagioni, imponendosi da titolare nelle prime due annate.
Ritrovò quindi la massima serie nella stagione 1956-1957, trasferendosi al Genoa, dove restò due stagioni per 47 presenze complessive. Dopo un biennio nella capitale, nella FEDIT poi trasformatasi in Tevere Roma, chiuse infine la carriera agonistica nel 1962 alla Fermana, ove iniziò anche la carriera da allenatore.
Complessivamente, collezionò 78 presenze e 1 rete in Serie A, e 70 presenze e 1 rete in Serie B.

#### Nazionale
Nel 1952 fece parte della nazionale olimpica, in occasione del torneo di calcio ai Giochi di Helsinki 1952.

### Allenatore
Dal 1960 al 1962, in Serie D, iniziò la carriera da tecnico ricoprendo il doppio ruolo di allenatore-giocatore nella Fermana, scegliendo poi definitivamente la panchina con l'arrivo alla Sangiorgese. Nel torneo 1964-1965 allenò il Ravenna in Serie C, mentre dal 1965 al 1967 guidò, sempre in terza serie, il Prato tra le cui file militavano Bob Vieri e Ilario Castagner.
Approdato nella stagione 1967-1968 alla Ternana, Viciani vinse subito il campionato di Serie C, portando la compagine rossoverde in Serie B, mentre l'anno seguente ottenne un decimo posto nel torneo cadetto.
L'annata successiva andò ad allenare l'Atalanta, sempre in B, venendo sollevato dall'incarico a metà stagione: nel corso della breve permanenza a Bergamo si fece comunque notare per aver intuito le capacità da tecnico di Castagner, suo ex giocatore il quale aveva appena appeso gli scarpini al chiodo, e che nonostante la giovane età Viciani volle con sé come suo vice. Breve anche l'esperienza sulla panchina del Taranto nel 1970-1971, iniziata a stagione in corso e conclusasi con un esonero poco prima della fine del campionato.

Viciani a Terni nel 1972-1973, a quattrocchi con il capitano Romano Marinai.

Nell'estate 1971 tornò alla Ternana del presidente Giorgio Taddei, con cui vinse il campionato di Serie B 1971-1972 e, per la prima volta, si guadagnò la Serie A: la promozione rimase storica, segnando il debutto assoluto in massima categoria per una formazione dell'Umbria. Nella stagione 1972-1973, tuttavia, quel gioco corto che aveva fatto la fortuna dei rossoverdi in cadetteria non riuscì a far evitare loro l'ultimo posto in classifica in A, con conseguente retrocessione; in quell'anno a Terni, Viciani ebbe comunque il pregio di lanciare in prima squadra un promettente giovane, Franco Selvaggi, che nel 1982 diventerà campione del mondo con la nazionale.
Accasatosi al Palermo di Renzo Barbera, nel 1973-1974 il tecnico portò per la prima volta i rosanero, pur militando in cadetteria, alla loro prima finale di Coppa Italia, persa contro il Bologna ai tiri di rigore all'Olimpico di Roma. La stagione successiva, sempre sotto la guida di Viciani, i siciliani mancarono la promozione in Serie A per due punti.
Dopo un breve periodo di inattività, nella stagione 1975-1976 assunse la guida dell'Avellino al posto dell'esonerato Antonio Giammarinaro, traghettandola a centro classifica. Nell'anno successivo, ancora alla guida degli irpini, venne esonerato dopo 28 giornate. Scese quindi di categoria allenando per tre stagioni la Cavese, in un torneo di Serie C e due di C1. Risalì quindi in Serie B nell'autunno 1980, a stagione in corso, sulla panchina del L.R. Vicenza, non riuscendo a salvare i biancorossi che caddero in C1.
Quindi Viciani ripartì nuovamente da Terni, con i rossoverdi in Serie C1; nel secondo anno in Umbria (1982-1983), nonostante una prima parte di campionato fallimentare, riuscì ugualmente a portare la squadra alla salvezza con un ottimo girone di ritorno, mantenendo i rossoverdi in categoria grazie alla miglior classifica avulsa. Nella stagione 1983-1984 allenò la Civitanovese, sostituendo Osvaldo Jaconi e venendo da questi rimpiazzato prima della fine del campionato.
Dopo un breve periodo d'inattività, nella stagione successiva tornò a Cava de' Tirreni subentrando a Romeo Benetti sulla panchina della squadra biancoblù, neoretrocessa dalla Serie B, traghettandola alla salvezza. Nel 1985-1986 fu alla guida del Foggia che chiuse a metà classifica il campionato di C1. Sceso in Serie C2, qui Viciani salvò dalla retrocessione in Interregionale, in entrambi i casi assumendo la guida a tornei inoltrati, prima la Turris (1986-1987) e poi la Ternana (1987-1988); con le Fere, dove tornò per la quarta e ultima volta, raggiunse le 256 panchine ufficiali, divenendo l'allenatore più presente nella storia del club umbro.
Concluse la carriera in panchina a cavallo degli anni 80 e 90, sempre in C2, prendendo dapprima per qualche mese la guida del Livorno nella stagione 1989-1990, e guidando ancora la Turris nel campionato 1990-1991.

## Palmarès

### Allenatore
- Campionato italiano Serie C: 1

Ternana: 1967-1968 (girone C)
- Campionato italiano di Serie B: 1

Ternana: 1971-1972